# Maryla
Maryla – forma imienia Maria pochodząca od romańskiego zdrobnienia pierwowzoru.
Maryla imieniny obchodzi 27 czerwca.
Znane osoby noszące imię Maryla:
- Maryla Hopfinger (ur. 1942) – profesor nauk humanistycznych, pracownik Instytutu Badań Literackich PAN
- Marilyn Monroe – amerykańska aktorka
- Maryla Morydz – polska aktorka
- Marianna Ewa Wereszczaka, zwana Marylą Wereszczakówną – ukochana Adama Mickiewicza
- Maryla Wolska – polska poetka

Znane postaci fikcyjne o tym imieniu:
- Maryla Cuthbert – bohaterka powieści Ania z Zielonego Wzgórza

Imienia Maryla używa również (na zasadzie pseudonimu artystycznego) piosenkarka Maria Rodowicz.